# Photis macromana
Photis macromana är en kräftdjursart som beskrevs av McKinney, Kalke och Holland 1978. Photis macromana ingår i släktet Photis och familjen Isaeidae. Inga underarter finns listade i Catalogue of Life.